# آرثر برنارد لويس
آرثر برنارد لويس (بالإنجليزية: Arthur Bernard Lewis)‏ هو كاتب سيناريو أمريكي، ولد في 26 يناير 1926 في نيويورك في الولايات المتحدة، وتوفي في 30 أكتوبر 2010 في شيرمان أوكس في الولايات المتحدة بسبب ذات الرئة.

## وصلات خارجية
- آرثر برنارد لويس على موقع IMDb (الإنجليزية)
- آرثر برنارد لويس على موقع ألو سيني (الفرنسية)
- آرثر برنارد لويس على موقع أول موفي (الإنجليزية)
- آرثر برنارد لويس على موقع قاعدة بيانات الأفلام السويدية (السويدية)
- آرثر برنارد لويس على موقع قاعدة بيانات الفيلم (الإنجليزية)
- آرثر برنارد لويس على موقع كينوبويسك (الروسية)